# Henri IV (première partie)
Pour les articles homonymes, voir Henri IV.
Henry IV (première partie) est une pièce historique de William Shakespeare qui a vraisemblablement été écrite en 1596 ou au début de 1597,. René Weis avance même qu'elle a été écrite entre mai 1596 et le 8 août 1596, date à laquelle William Brooke, 10e baron Cobham prend ses fonctions de Lord Chambellan, chargé entre autres de relire les pièces de théâtre et d'en autoriser la représentation. Celui-ci est le descendant direct de John Oldcastle, martyr protestant, amplement caricaturé dans la pièce, qui n'aurait pu de ce fait obtenir l'autorisation de représentation. D'ailleurs la famille Cobham outragée obtient un peu plus tard que Shakespeare modifie le nom du personnage d'Oldcastle en John Falstaff. Shakespeare reconnaît son erreur et s'en excuse dans l'épilogue de Henry IV (deuxième partie), dite et jouée par William Kempe.
Cette pièce couvre à peine une année, de la bataille de Homildon Hill (septembre 1402) à la bataille de Shrewsbury (juillet 1403), au début du règne de Henri IV. Elle est publiée tout d'abord en 1598 sous le titre L'Histoire d'Henry IV, sans indication d'une suite prévue. Devant le grand succès qu'elle rencontre aussi bien en représentation qu'en édition, grâce en particulier au personnage de Falstaff, Shakespeare écrit deux ans plus tard une seconde pièce qui la prolonge intitulée Henry IV (deuxième partie). Aussi, dans l'édition du Premier Folio en 1623, le titre de la première devient Henry IV (première partie). Avec Richard II, qui les précède, et Henry V qui les suit, ces pièces forment ce qui est parfois appelé la seconde tétralogie de Shakespeare,, une tranche continue de l'histoire de l'Angleterre de 1398 à 1420, qui finit là où commence la première tétralogie, composée des trois parties de Henry VI et de Richard III.

## Contexte historique et politique du récit

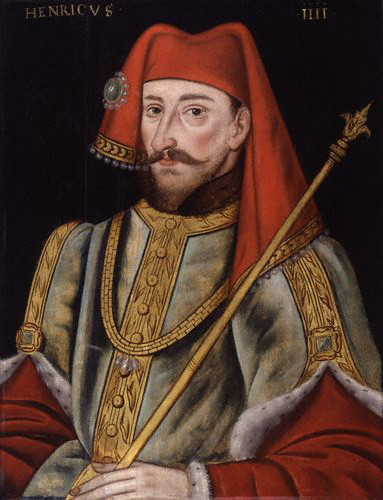
Le roi Henri IV.

Au temps du règne de Richard II, Henri IV, appelé alors Bolingbroke, est l'héritier du puissant duché de Lancastre dans le nord de l'Angleterre. Profitant d'un mécontentement quasi-général des nobles du royaume, Bolingbroke rassemble des forces considérables au point d'intimider le roi Richard et de le faire renoncer à sa couronne. Bolingbroke se fait couronner sous le nom d'Henri IV, bien qu'il ne soit pas l'héritier légitime de Richard. Le sentiment de déloyauté dû à cette usurpation continuera à hanter Henri IV pendant son règne.
L'ascension de Bolingbroke est grandement facilitée par les Percy, riche famille titulaire des comtés de Northumberland, de Cumberland dans les marches écossaises, et de Worcester près des marches galloises. Les Percy sont les premiers à soutenir Bolingbroke contre Richard, lui offrant un appui militaire déterminant. Ainsi ce sont eux qui capturent le roi Richard. Au moment de l'usurpation, ce sont probablement les sujets les plus puissants du royaume après Bolingbroke. De plus, ayant la charge de s'opposer aux fréquentes incursions écossaises dans le royaume, fonction pour laquelle ils perçoivent un important revenu de la couronne, ils acquièrent une expérience et une valeur militaires redoutables.
Lors de l'abdication de Richard II, l'héritier dynastique de la couronne anglaise est alors Edmond Mortimer, 5e comte de March de la lignée de Lionel d'Anvers, duc de Clarence. Par la suite, l'existence même des Mortimer constitue une menace pour la légitimité de Henri IV. Aussi, quand Mortimer tombe aux mains des rebelles gallois en juin 1402 lors de la bataille de Bryn Glas, le roi Henri n'est que trop ravi de refuser de payer sa rançon, ce qui met en rage Hotspur, un des Percy, Mortimer étant son beau-frère.
La pièce s'ouvre sur ce refus, qui, selon Shakespeare, mêle plusieurs Mortimer en un seul personnage, est à l'origine de la révolte des Percy contre le roi, la véritable raison historique de ce conflit demeurant de nos jours inconnue et sujette à conjectures.

## Argument

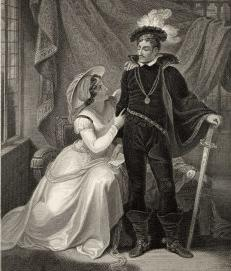
Harry Hotspur Percy.

Une querelle naît entre Henri IV et les Percy au sujet de la rançon de prisonniers. Comme il est de coutume à cette époque, les personnages importants capturés lors d'une bataille sont libérés contre le paiement d'une rançon. En cas de défaut de paiement, les prisonniers risquent d'être exécutés. Edmond Mortimer, parent des Percy, a été fait prisonnier par des rebelles gallois, mais le roi Henri refuse de payer sa rançon. Par contre, dans les marches écossaises, les Percy ont capturé plusieurs chefs scots, que le roi réclame, afin que leurs rançons lui soient versées. Cette attitude met en rage Hotspur, le plus jeune des Percy, qui refuse de remettre ses otages au roi, préférant même les libérer sans condition.
Sachant que leur opposition frontale au roi leur vaudra tôt ou tard une intervention de l'armée royale et leur condamnation, les Percy préfèrent prendre les devants et mobiliser leurs troupes et celles de leurs alliés. Ils parviennent même à rallier à leur cause leurs adversaires de la veille, les Écossais frontaliers et les rebelles gallois commandés par Owen Glendower.
Les deux camps disposent de troupes considérables de forces équivalentes et l'issue de l'affrontement est incertaine. Mais lorsque les différentes armées font mouvement pour converger et s'affronter, des défections apparaissent dans le camp des Percy. Les Gallois, craignant des prophéties néfastes, préfèrent retarder leur engagement de plusieurs semaines. Northumberland, le plus vieux des Percy, gravement malade, ne peut quitter son château et ses troupes ne s'alignent pas. Enfin, Richard Scroope, archevêque d'York, ne peut mobiliser à temps les forces promises.
Aussi la bataille s'engage à Shrewsbury entre des forces disproportionnées. Hotspur est tué par le prince Hal, fils aîné du roi. Douglas, chef des Écossais, s'enfuit. Worcester, le troisième Percy, est capturé et exécuté. Comme pour Henry VI (deuxième partie) et Henry VI (troisième partie), cette pièce s'achève par une victoire militaire qui résout l'intrigue. Henri IV, qui avait obtenu par usurpation la couronne en déposant Richard II quelques années auparavant, voit son droit au trône affermi. Il n'hésite pas même à affirmer, lui l'ancien rebelle, au début de l'acte V scène 4 :« Thus ever did rebellion find rebuke » (« La rébellion sera ainsi toujours châtiée »). Le prince Hal, futur Henri V, après une jeunesse folle et dissolue, s'est affirmé en prince héritier capable et responsable. La dynastie des Lancastre paraît avoir gagné le trône d'Angleterre pour longtemps.
Tout au long de la pièce, la trame tragique est régulièrement interrompue par des épisodes comiques animés par Falstaff, gentilhomme bouffon. Ce volet comique a beaucoup fait pour le renom de la pièce, qui a été aussi un très grand succès de librairie.

## Liste de personnages
- Le roi Henri IV
- Henri, prince de Galles, fils aîné du roi, surnommé ici Hal, futur roi Henri V, repéré dans les dialogues par « le prince »
- Jean de Lancastre, troisième fils du roi

Partisans du roi
- Le comte de Westmoreland, 1er du nom
- Sir Walter Blunt (en), loyal partisan du roi, à ne pas confondre avec un autre Blunt, décapité à la fin de Richard II

Adversaires du roi
- Le comte de Northumberland, premier du nom, père du suivant et frère de Thomas Percy
- Henry Percy, surnommé Hotspur, fils du précédent. Présenté comme de la même génération que le prince Henri, Hotspur a en réalité 23 ans de plus que lui[18]
- Thomas Percy, comte de Worcester, frère de Henry Percy senior et oncle de Hotspur
- Edmond Mortimer, mélange de sir Edmond Mortimer et de son neveu Edmond Mortimer, 5e comte de March[19], confusion faite par Holinshed et reproduite par Shakespeare également dans les pièces Henry VI
- Archibald, comte de Douglas, 4e du nom
- Owen Glendower
- Sir Richard Vernon, allié des Percy
- Richard Scroope, archevêque d'York
- Sir Michaël, un ami de l'archevêque d'York
- Lady Percy, femme de Hotspur et sœur d'Edmond Mortimer, appelée Kate par Shakespeare alors qu'elle est prénommée Elizabeth
- Lady Mortimer, fille de Glendower et femme d'Edmond Mortimer. Elle ne parle que le gallois.

Personnages comiques
- Sir John Falstaff, nom inventé remplaçant le nom originel sir John Oldcastle à cause des protestations de la famille[7]. Il a fait le scandale et le succès de la pièce
- Edward Poins (Ned), ami du prince Henri pendant sa folle jeunesse
- Peto, compagnon de Hal et de Falstaff
- Bardolph, compagnon de Hal et de Falstaff
- Gadshill, surnom d'un malfaiteur emprunté par Shakespeare[20]
- Madame Quickly, patronne de l'auberge La Hure de Sanglier à Eastcheap
- Seigneurs, officiers, un shérif, deux voituriers, un garçon d'auberge, un cabaretier, messagers, serveurs, voyageurs, etc.

## Résumé
La division en actes et scènes est celle du Premier Folio. Elle diffère de certaines découpes anglophones, ainsi que celle de la traduction de Guizot, qui partagent l'acte V en cinq scènes. La traduction de Hugo multiplie les scènes, l'acte V en compte dix-neuf.

### Acte I

#### Scène 1 (au palais royal)
Henri IV regrette de n'avoir pas fait le pèlerinage en Terre sainte qu'il s'était promis d'effectuer à la fin de Richard II, remarque permettant d'établir la jonction entre ces deux pièces. Westmoreland vient lui apprendre que Mortimer est tombé aux mains des rebelles gallois menés par Owen Glendower lors de la bataille de Bryn Glas, puis Walter Blunt (en) arrive tout droit de la bataille de Homildon Hill pour annoncer qu'elle est gagnée, que le jeune comte Hotspur a capturé plusieurs chefs écossais, dont le redoutable Douglas, mais qu'il les conserve tous en otages en attente de leur rançon, à l'exception de Mordrake, fils aîné de Douglas, qu'il remet au roi. Celui-ci, considérant que tous les prisonniers lui reviennent, est furieux et convoque Hotspur pour lui réclamer des explications.

#### Scène 2 (dans la campagne anglaise)
Falstaff et le prince Hal discutent ensemble quand Poins les rejoint pour leur annoncer qu'un groupe de riches pèlerins se rendra le lendemain à Cantorbéry, et proposant de les dépouiller. Falstaff est partant, tandis que Hal refuse de prêter la main à un vol. Profitant que Falstaff soit sorti, Poins explique à Hal le tour qu'il veut jouer à Falstaff et à ses compagnons, et lui demande sa collaboration. Il s'agit de les laisser attaquer les pèlerins, puis, quand ils partageront leur butin, de les attaquer et de les voler à leur tour, en ayant pris soin de se déguiser auparavant. Selon Poins, Falstaff et ses amis sont si peureux qu'ils fuiront devant deux individus résolus. Hal est ravi de cette farce.

#### Scène 3 (au palais royal)
Les trois Percy se sont rendus à la convocation du roi. Worcester rappelle au roi qu'ils sont les principaux artisans de son accession à la royauté. Le roi le trouve trop arrogant et lui demande de sortir, ce qu'il fait. Hotspur et son père, Northumberland, expliquent au roi qu'ils n'ont pas refusé la remise des prisonniers aussi catégoriquement qu'on a pu le lui rapporter. Le roi leur rappelle qu'ils refusent toujours de les lui remettre tant que lui n'accepte pas de payer la rançon de Mortimer, qui, à son avis, ne le mérite pas. À ces mots, Hotspur éclate, mais le roi ne veut rien entendre, déclarant, avant de sortir, qu'il attend la remise de tous les prisonniers.
Restés seuls, les trois Percy évoquent le fait que Mortimer méritait plus la couronne d'Angleterre que le roi actuel Henri IV, et qu'ils ont fait une erreur de le soutenir. Worcester suggère à Hotspur de libérer sans rançon tous ses prisonniers, d'en faire des amis et de recruter grâce à eux des troupes en Écosse. Il conseille de faire également alliance avec l'archevêque d'York et de mobiliser les troupes de Mortimer, tout cela rapidement avant que le roi lui-même ne les attaque, ce qui ne manquera pas de se produire.

### Acte II

#### Scène 1 (dans une auberge)
Au petit matin, deux voituriers attendent que les palefreniers préparent leurs attelages. Gadhill, un des compagnons de Falstaff, vient demander qu'on lui sorte son cheval.

#### Scène 2 (dans la campagne anglaise)
Hal, Falstaff et les autres voleurs se retrouvent sur la grand-route. Bardolph les prévient que leurs victimes approchent. Hal et Poins disent qu'ils vont aller se poster plus loin et s'en vont. Les voyageurs arrivent et Falstaff et ses compagnons les détroussent. Hal et Poins entrent alors déguisés, menacent les voleurs qui s'enfuient, laissant leur butin derrière eux. Hal et Poins sortent en riant.

#### Scène 3 (au domicile de Hotspur)
Hotspur lit la lettre d'un noble qu'il avait sollicité pour combattre à ses côtés et qui refuse son concours. Comme à son habitude, Hotspur se fâche. Sa femme, Kate, lui demande la raison de sa colère, mais il ne dit rien de ses projets, si ce n'est qu'il part le jour même.

#### Scène 4 (dans une auberge)
Hal et Poins, après avoir bien bu, font une farce à Francis, un des garçons d'auberge. Le cabaretier vient les prévenir que Falstaff et ses compagnons sont arrivés. Falstaff commence par reprocher à Hal et à Poins de n'avoir pas été là quand ils ont été attaqués, expliquant que d'autres voleurs leur ont pris leur butin malgré une défense acharnée. Le nombre des assaillants croît tout au long du récit que fait Falstaff, jusqu'au moment où Hal lui révèle la vérité : lui et Poins ont suffi pour les mettre en fuite sans combattre. Falstaff explique qu'il a fui car il les avait reconnus et qu'il voulait épargner l'héritier du trône.

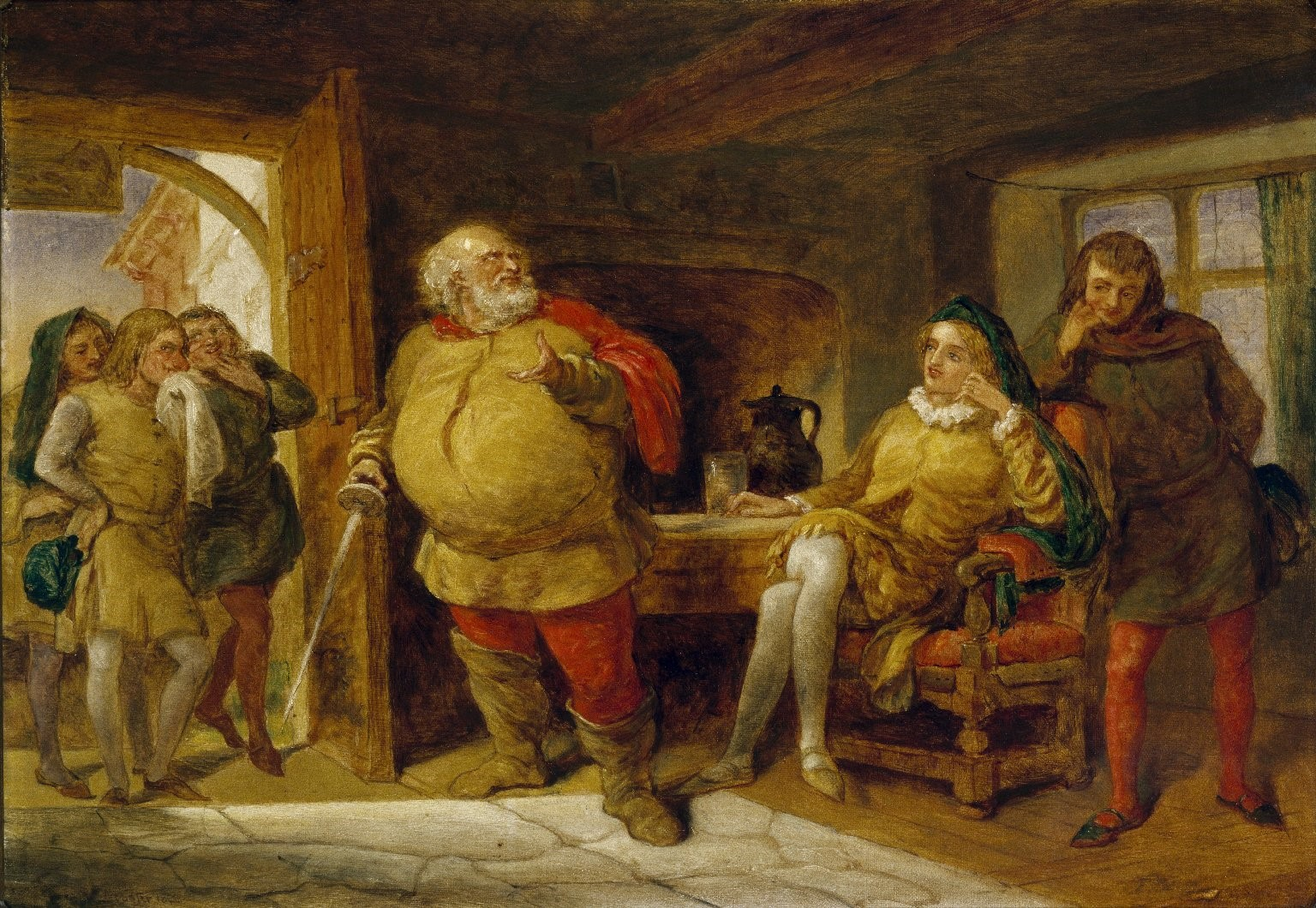
À l'auberge, Falstaff fait le récit de leur attaque par des voleurs devant le prince Hal assis et Poins goguenards.

Un courtisan du nom de John Bracy vient de la part du roi demander à Hal de rentrer à la cour, car les Percy, Glendower et Douglas lèvent des troupes pour se révolter. Prévoyant une entrevue houleuse le lendemain entre Hal et son père, Falstaff lui propose de jouer la scène, lui tenant le rôle du roi. Ils inversent ensuite les rôles. Le shérif et ses hommes se présentent à l'auberge à la recherche des voleurs. Falstaff et ses compagnons se cachent pendant que Hal se fait connaître, disant que ce qui a été dérobé sera rendu. Le shérif se retire. Hal annonce qu'ils partiront tous dès l'aube pour la guerre.

### Acte III

#### Scène 1
Certains conjurés, Hotspur, Worcester, Mortimer et Glendower, se sont réunis. Glendower prétend que sa naissance a donné lieu à des phénomènes météorologiques exceptionnels. Hotspur lui répond que ces manifestations n'avaient aucune relation avec lui, et ils finissent par se disputer malgré les tentatives d'apaisement des autres, qui leur rappellent qu'ils sont là pour se partager le royaume d'Angleterre et que les contrats sont prêts à être signés. Hotspur et Glendower recommencent à se disputer au sujet des limites du partage. Une fois que Glendower est sorti, les autres sermonnent Hotspur. Leurs femmes viennent leur dire adieu. La femme de Mortimer ne parlant que le gallois, ses réponses ne figurent pas dans le texte de la pièce et sont remplacées par des didascalies. Elles devaient être laissées à l'initiative du jeune garçon tenant ce rôle, très probablement d'origine galloise,.

#### Scène 2 (entrevue au palais royal)
Le roi reproche à son fils Hal sa conduite de ces derniers temps, disant qu'il craint qu'il soit la punition prédite pour son usurpation de la couronne. Il fait le parallèle entre Hal et Hotspur. Hal affirme à son père qu'il va se racheter et ce dernier lui fait confiance en lui attribuant un commandement dans son armée. Blunt vient annoncer que les rebelles écossais ont rejoint les forces de Hotspur à Shrewsbury, et si les regroupements se poursuivent, le roi aura face à lui l'armée la plus redoutable de l'histoire. Le roi donne à ses troupes l'ordre de se regrouper à Bridgenorth.

#### Scène 3 (dans une auberge)
Falstaff se plaint d'avoir été détroussé dans l'auberge pendant qu'il dormait, affirmant qu'il avait beaucoup d'argent sur lui. La patronne de l'auberge est sceptique. Lorsque le prince Hal arrive, il dit que c'est lui qui a fait les poches de Falstaff et qu'il n'a trouvé sur lui que des notes de restaurant. Hal dit à Falstaff qu'il lui a donné un commandement dans l'infanterie. Peu enthousiaste pour la marche, Falstaff répond qu'il aurait préféré la cavalerie.

### Acte IV

#### Scène 1
Quelques conjurés, Hotspur, Worcester et Douglas, sont réunis, quand un messager leur apporte une lettre de Northumberland, le père de Hotspur, qui, étant très malade, leur apprend qu'il ne pourra se joindre à eux. Mais il leur conseille de poursuivre leur projet sans son appui, car le roi doit certainement être au courant de leur rébellion et décidé à les punir.
Vernon vient leur apprendre que le prince Jean de Lancastre marche sur eux à la tête de 7 000 hommes, que le roi arrive également avec 30 000 hommes, et enfin que Glendower ne pourra arriver avant quatorze jours. Hotspur estime néanmoins que leurs forces sont suffisantes pour affronter les armées royales.

#### Scène 2 (près deCoventry)
Falstaff est en marche avec sa troupe. Il n'a enrôlé que des gens pouvant payer pour se faire remplacer. Il a donc de l'argent et des fantassins remplaçants tout dépenaillés. Le prince Hal qui le rencontre constate la faiblesse de ses soldats. Apprenant que le roi est déjà à Shrewsbury, Falstaff se dit qu'il ne serait pas mécontent d'arriver après la bataille.

#### Scène 3 (sur le champ de bataille, la veille de la rencontre)
Hotspur est disposé à attaquer le soir même, mais son oncle Worcester l'en dissuade, lui conseillant d'attendre l'arrivée de renforts. Blunt arrive en ambassadeur du roi. Il leur demande la raison de leur rébellion, ajoutant que s'ils ont été injustement traités, le roi est prêt à réparer les préjudices subis. Hotspur donne ses raisons : Henri IV n'était rentré de France en Angleterre et n'avait reçu l'appui des Percy que pour obtenir la restitution de ses titres et terres, et qu'il en avait profité pour déposer le roi Richard II. Néanmoins, Hotspur demande un délai de réflexion jusqu'au lendemain matin avant de donner sa réponse au roi.

#### Scène 4 (chez l'archevêque d'York)
L'archevêque d'York, Richard Scroope, craint que les forces de Hotspur ne soient pas suffisantes face à celles du roi à cause des défections de Northumberland, de Glendower et de Mortimer. Et si le roi est vainqueur, l'archevêque pense qu'il va se retourner contre lui, qui a soutenu les rebelles.

### Acte V

#### Scène 1 (sur le champ de bataille de Shrewsbury)
Worcester vient en tant qu'ambassadeur donner au roi la décision des conjurés. Avant de dire s'ils vont se battre ou se soumettre, Worcester résume l'accession de Henri IV à la royauté grâce au soutien des Percy. Pour éviter l'affrontement des deux armées et la mort probable de plusieurs milliers d'hommes, le prince Hal propose de déterminer l'issue de la bataille par un combat singulier entre lui et Hotspur. Le roi promet la clémence si Hotspur renonce à la rébellion. Worcester s'en va rapporter cette proposition, mais le roi doute que Hotspur l'accepte.

#### Scène 2 (sur le champ de bataille de Shrewsbury)
En chemin Worcester, accompagné de Vernon, décide de ne pas parler de la proposition de clémence du roi, qui, à son avis, ne tiendra pas parole. Arrivé devant Hotspur, Worcester dit que le roi est prêt à les attaquer. La bataille s'engage alors. Douglas tue Blunt pensant qu'il s'agit du roi. Hotspur le détrompe. Falstaff arrive ne sachant où se cacher. Le prince Hal lui demande de lui prêter son épée. Falstaff refuse.

#### Scène 3 (sur le champ de bataille de Shrewsbury)
Douglas et le roi se rencontrent. Douglas lui demande s'il est aussi un leurre du roi, comme Blunt tout à l'heure, qui portait des vêtements royaux. Henri IV lui répond qu'il est bien le roi. Ils se battent et le roi se trouve en difficulté. Le prince Hal s'interpose alors et Douglas s'enfuit. Avant de sortir, le roi dit à son fils qu'il a racheté sa jeunesse perdue.

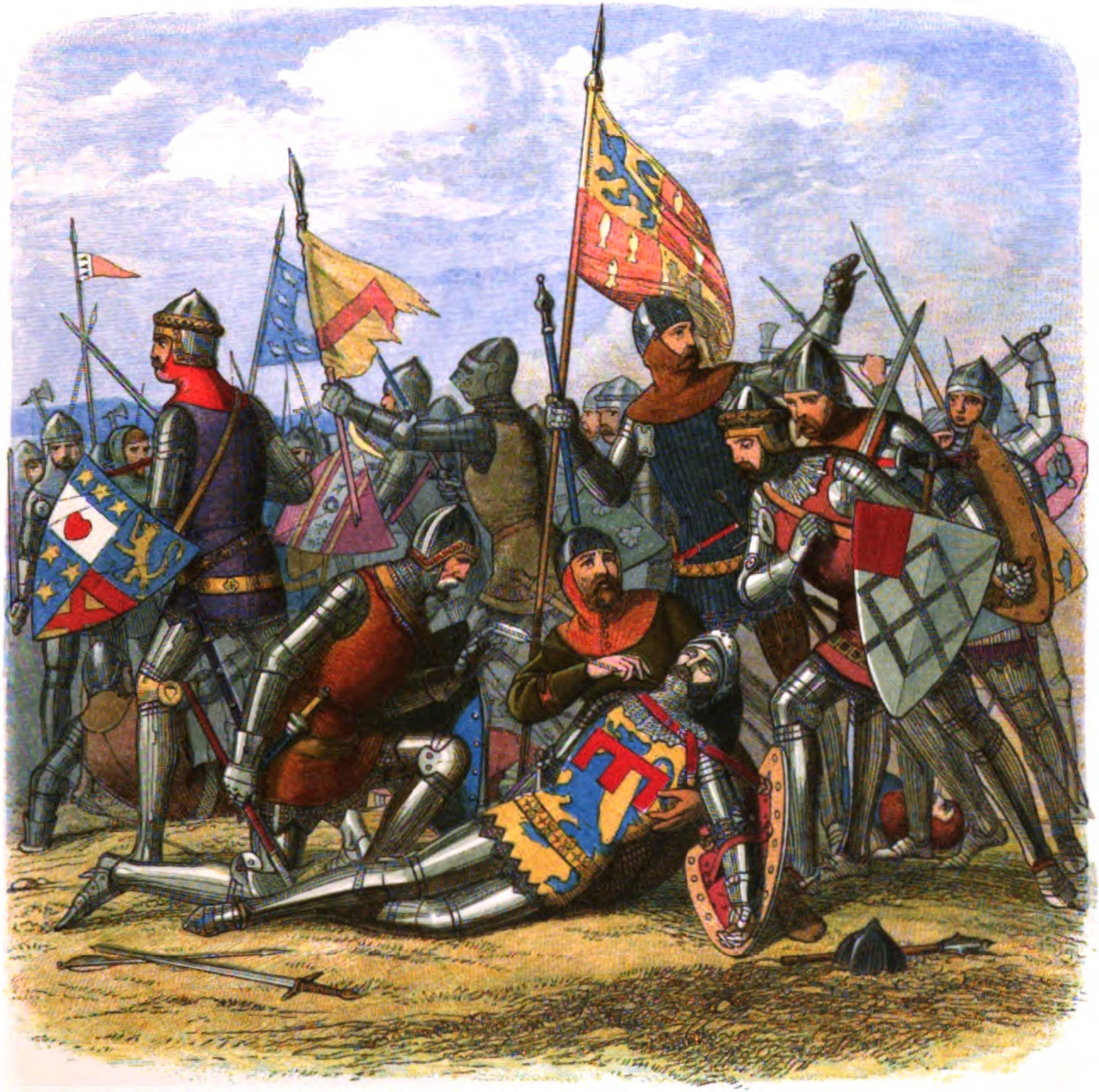
Hotspur est mortellement blessé à la bataille de Shrewbury.

Hotspur entre et se trouve face à Hal. Ils se battent, Falstaff vient encourager son prince, quand Douglas débouche, frappe Falstaff qui s'écroule, et repart. Le prince Hal tue Hotspur, puis voit Falstaff allongé. Le croyant mort, il s'éloigne. Resté seul, Falstaff se redresse, ayant fait le mort pour que Douglas ne l'achève pas. Il frappe le corps de Hotspur pour faire croire que c'est lui qui l'a tué. Les princes Hal et Jean arrivent et Falstaff prétend que c'est lui qui a tué Hotspur, ce que ne dément pas Hal. La bataille est gagnée par le roi.

#### Scène 4 (sur le champ de bataille de Shrewsbury)
Worcester et Vernon ont été capturés. Le roi reproche au premier de n'avoir pas rapporté fidèlement sa proposition de clémence. Ils sont emmenés tous deux vers leurs bourreaux. Puis le roi décide de diviser ses troupes. Une partie ira combattre l'archevêque et Northumberland, tandis que la seconde ira attaquer Glendower au Pays de Galles.

## Fidélité avec l'histoire
Shakespeare s'inspire si étroitement de la pièce anonyme The Famous Victories of Henry V (en) et de la Chronique de Holinshed, qu'il devait les avoir devant lui quand il a écrit Henry IV (première partie). Pour Lois Potter, étant donné le prix et le poids de ces ouvrages, Shakespeare n'a pu se retirer à Stratford avec ces objets et est donc resté écrire à Londres, lorsque les théâtres fermèrent à cause de la peste et que les troupes de comédiens partirent jouer en province jusqu'en septembre 1596.
Écrite peu après la mort de son fils Hamnet âgé de onze ans au mois d'août 1596, Shakespeare place ici les relations père-fils, cruciales dans toutes ses histoires, au tout premier plan. La structure de l'intrigue a besoin que les fils rivaux, Hal et Hotspur, aient le même âge, alors qu'il y a en réalité une génération qui les sépare, Hotspur étant même plus âgé que le roi Henri IV, père de Hal.

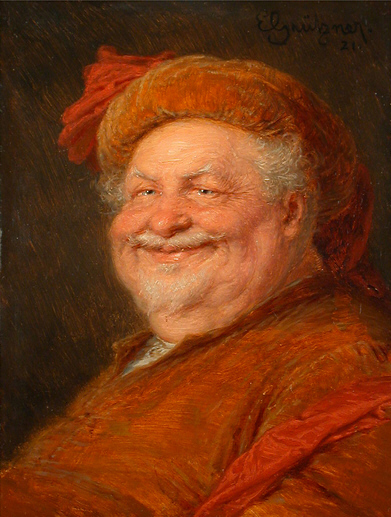
Falstaff.

Hotspur (« éperon ardent »), ainsi que le souligne son surnom, est un chevalier au caractère bouillant, intrépide et rompu au métier des armes, que le roi envie à plusieurs reprises, mais qui est une caractérisation propre à Shakespeare. Hal, en revanche, est montré à la dérive, fréquentant les maisons closes, les tavernes et des brigands, tenant de tels propos sur la société que Henri craint qu'il s'agisse là de la punition divine prophétisée par l'évêque de Carlisle lors de l'usurpation du trône. Concernant Hal, Shakespeare n'a fait que suivre ses sources, le comportement et la vie du jeune Hal figurant bien dans The Famous Victories of Henry V avec ses amis Tom, Ned et Jockey Oldcastle, qui deviendra John Falstaff. Pourtant à l'approche du danger, son père étant menacé par la révolte des Percy, le prince Hal, futur Henri V, se révèle sur le champ de bataille un homme de guerre lucide, courageux et de sang-froid. Il parvient même, selon Shakespeare, à tuer le redoutable Hotspur en combat singulier pendant la bataille de Shrewsbury, alors qu'en réalité Hotspur trouve la mort à cette occasion en recevant une flèche dans le visage.

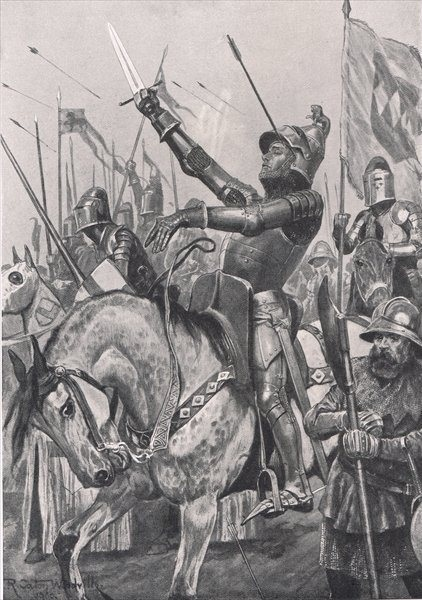
Dans la réalité, Hotspur reçoit une flèche en plein visage.

Le personnage de Falstaff est en grande partie inventé par Shakespeare, bien qu'Oldcastle apparaisse déjà dans The Famous Victories of Henry V. Partant du nom d'une personne réelle, John Oldcastle, martyr lollard brûlé vif pour ses convictions religieuses en 1417, Shakespeare bâtit un personnage âgé, obèse, truculent, ivrogne, menteur, poltron, vantard. La famille d'Oldcastle, les barons Cobham, existant encore, Shakespeare doit en changer le nom. S'inspirant sans doute de John Fastolf, personnage réel apparaissant dans la pièce Henry VI (première partie), Shakespeare fabrique Falstaff, qui peut être interprété comme un jeu de mots « false staff » ou « fall staff », construit à la manière de « shake spear », Falstaff jouant auprès du prince Hal le rôle d'un faux père ou d'un mauvais père ou d'un père le menant à la chute.